# 有野修司
有野 修司（ありの しゅうじ、1957年9月4日 - 2001年4月8日）は、元山梨放送アナウンサー。山梨県甲府市出身。血液型はB型。

## 人物
神奈川大学卒業後、1981年に山梨放送入社し、テレビ・ラジオ等で活動していた。
山梨放送在籍中の2001年4月8日、急性骨髄性白血病のため急逝。享年43。有野の死を受け、YBSラジオで骨髄バンクへのドナー登録推進を呼びかけるキャンペーンを実施。同キャンペーンは2002年の日本民間放送連盟賞で入賞した。
アナウンス部の部下であった外山智恵子（現：外山智恵）は、有野と一緒にナレーションの仕事をすると出来栄えが良くなったことを語っており、現在でも有野の存在がモチベーションになることを明かしている。
父親は元警察官であり、過去に韮崎警察署の署長を務めていた他、甲斐市にある剣道教室で剣道の指導を行っていた。弟も山梨県警察本部に勤務する警察官であり、父親と同じく剣道指導者である。

## 出演番組
- ともちゃん家の5時
- らくらくスタジオ
- 甲斐てき倶楽部
- 情報キャッチアップGOO!MORNING
- ニュースアップ
- NNNきょうの出来事 - 1997年10月12日発生の大月駅列車衝突事故関連ニュースの中継リポーターとして事故現場から出演。